# Deparia boryana
Deparia boryana är en majbräkenväxtart. Deparia boryana ingår i släktet Deparia och familjen Athyriaceae.

## Underarter
Arten delas in i följande underarter:
- D. b. austroindica
- D. b. boryana